# Esteban Flores
Esteban Flores (Chametla, Sinaloa, 26 de diciembre de 1870-1927) fue un periodista y poeta mexicano.

## Carrera
Se recibió de profesor en educación primaria en la Escuela Lancasteriana de Mazatlán. Ejerció cargos educativos como profesor de historia, matemáticas y literatura en el Colegio Civil Rosales.
Desempeñó diversos cargos políticos, a la par dirigió el periódico El Correo de la Tarde (de 1895 a 1905). En este periódico (que dirigía Amado Nervo) publicó sus primeros poemas con el seudónimo de José Conde, y cuando Nervo se radicó en la Ciudad de México le transmitió a Flores el cargo de director. Además trabajó en otros medios gráficos, dirigiendo el Periódico Oficial del Estado de Sinaloa y colaborando en los diarios Mefistófeles, Monitor Sinaloense y las revistas Arte y Bohemia Sinaloense.
Se mudó a la Ciudad de México en 1911, y allí trabajó en periódicos como El Porvenir, El Independiente y El Mundo, y la revista Argos, entre otros.
En 1916 fue redactor de la revista Pegaso. En 1918 comenzó a trabajar en la Secretaría de Industria, Comercio y Trabajo, donde intervino en el conflicto por la huelga de Orizaba (1919) y realizó un estudio sobre inmigrantes asiáticos y las condiciones de vida de los trabajadores en el sur de México.
Entre 1922 y 1924 actuó como jefe del Departamento de Trabajo de la Secretaría de Industria y Comercio, y en 1923 fue jefe de Prensa de la Secretaría de la Gobernación.
De 1925 a 1926 fue visitador general de la Secretaría de Hacienda. Falleció en 1927, asesinado cerca de la ciudad de Mazatlán.

## Obras
- La visión dispersa (1938, edición póstuma)